# Falk Harnack
Falk Erich Walter Harnack, noto semplicemente come Falk Harnack (Stoccarda, 2 marzo 1913 – Berlino, 3 settembre 1991), è stato un regista e sceneggiatore tedesco attivo nel movimento di resistenza antinazista durante la seconda guerra mondiale.
Era figlio dello storico della letteratura Otto Harnack, noto per i suoi scritti su Johann Wolfgang von Goethe, fratello dell'economista e giurista Arvid Harnack e cugino del teologo Dietrich Bonhoeffer e di Ernst von Harnack, che prese parte al complotto del 20 luglio 1944 per assassinare Adolf Hitler.

## Biografia

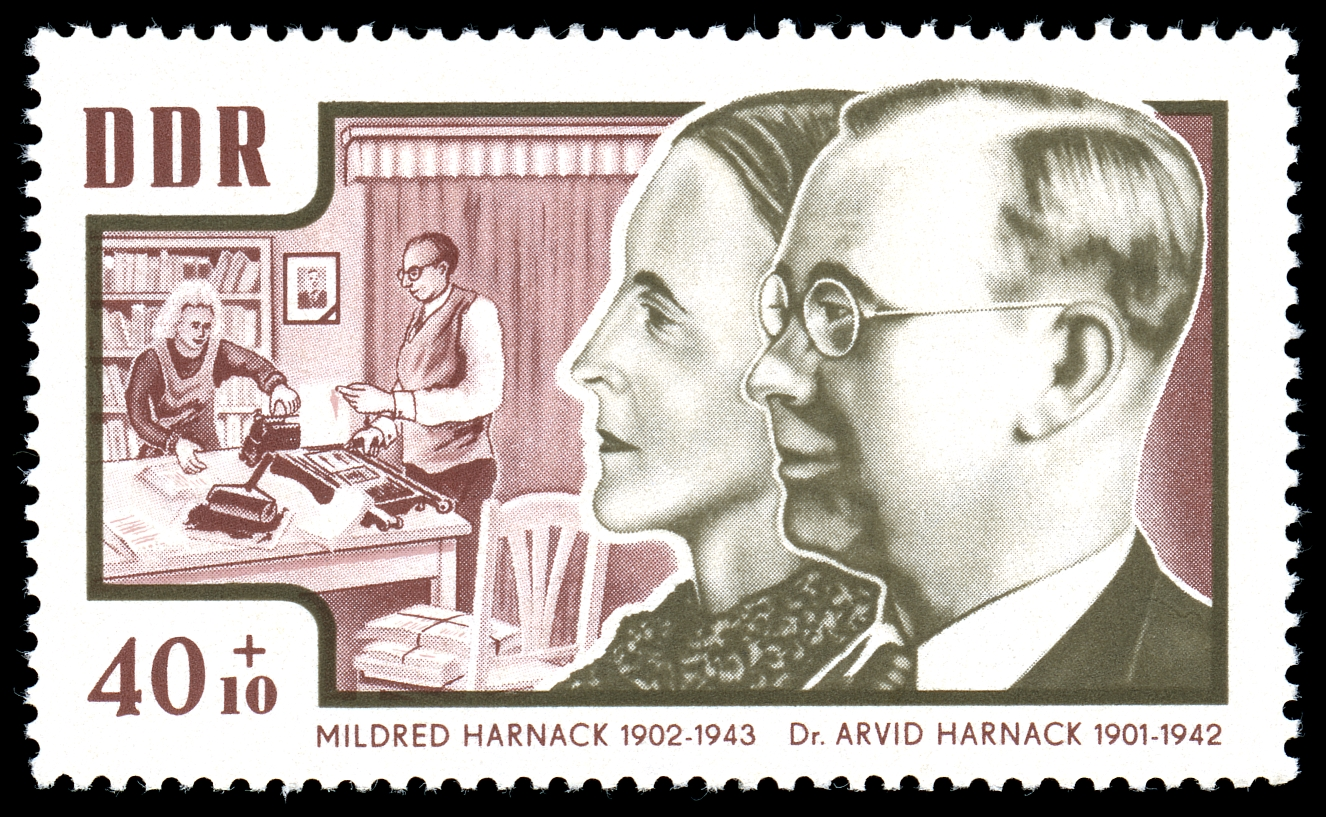
Francobollo commemorativo per Mildred e Arvid Harnack, entrambi giustiziati dalla corte marziale del Terzo Reich.

Nato nel 1913 a Stoccarda in una famiglia di scienziati, accademici e artisti, Falk Harnack compie i primi studi tra Weimar e Jena e nel 1933 inizia a frequentare l'università, prima a Berlino e successivamente a Monaco dove nel 1936 consegue il dottorato con una tesi sullo scrittore Karl Bleibtreu.
Dal 1937 al 1940 lavora come regista, attore e drammaturgo presso il Teatro Nazionale di Weimar e il Landestheater di Altenburg e nello stesso periodo partecipa attivamente al movimento di resistenza contro il nazionalsocialismo nel gruppo della Rosa Bianca. Arrestato e processato dal Volksgerichtshof (il Tribunale del Popolo), viene assolto il 19 aprile 1943 per insufficienza di prove e riesce a scampare alla condanna a morte. La stessa cosa non accade al fratello maggiore Arvid e alla cognata Mildred Fish, entrambi membri del gruppo della rete di spionaggio Orchestra Rossa, le cui esecuzioni consolidano ulteriormente la sua posizione antinazista.

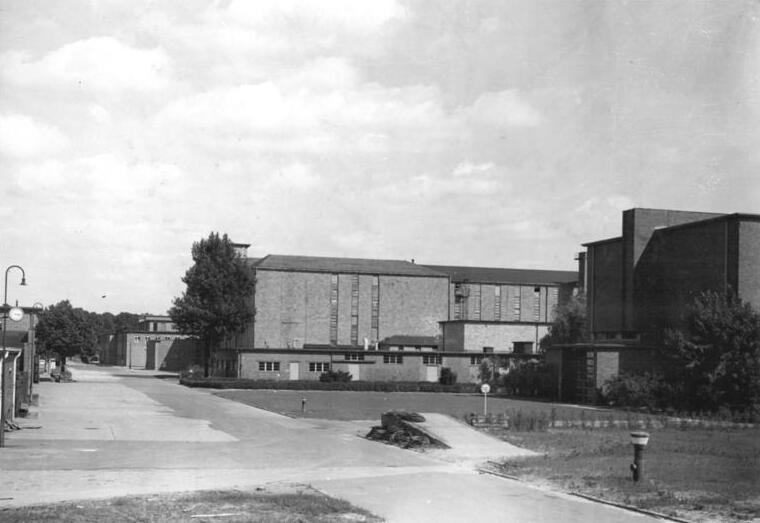
Gli studi della DEFA nel quartiere di Babelsberg a Potsdam.

Arruolato nella Wehrmacht, ad agosto viene inviato in Grecia con il battaglione criminale 999. leichte Afrika-Division e a dicembre viene arrestato e destinato ad un campo di concentramento nazista. Riesce però a fuggire grazie all'aiuto di un suo superiore, il tenente Gerhard Fauth e si unisce ai partigiani dell'Esercito popolare greco di liberazione. Nell'agosto 1944 è uno dei fondatori del Comitato antifascista per una Germania libera e una volta terminata la guerra torna alla sua carriera registica e drammaturgica, lavorando in vari teatri tedeschi.
Nel 1949 viene nominato direttore artistico degli studi cinematografici della DEFA a Potsdam e due anni dopo debutta alla regia con Das Beil von Wandsbek, incentrato sulla cosiddetta "domenica di sangue di Altona". Il film è apprezzato dal pubblico ed elogiato dalla critica, che lo percepisce come un ritratto realistico del Terzo Reich, ma incontra la disapprovazione dal Partito Socialista Unificato di Germania che ritiene la sua posizione politica non abbastanza chiara a causa della rappresentazione "comprensiva" di un boia nazista. Il governo bandisce il film dopo poche settimane e il fatto colpisce duramente il regista, che nel 1952 lascia la DEFA e la Germania dell'Est per Berlino Ovest dove continua a scrivere e dirigere film incentrati sul passato nazista, diventando con Helmut Käutner e Wolfgang Staudte uno dei più importanti registi tedeschi del dopoguerra.

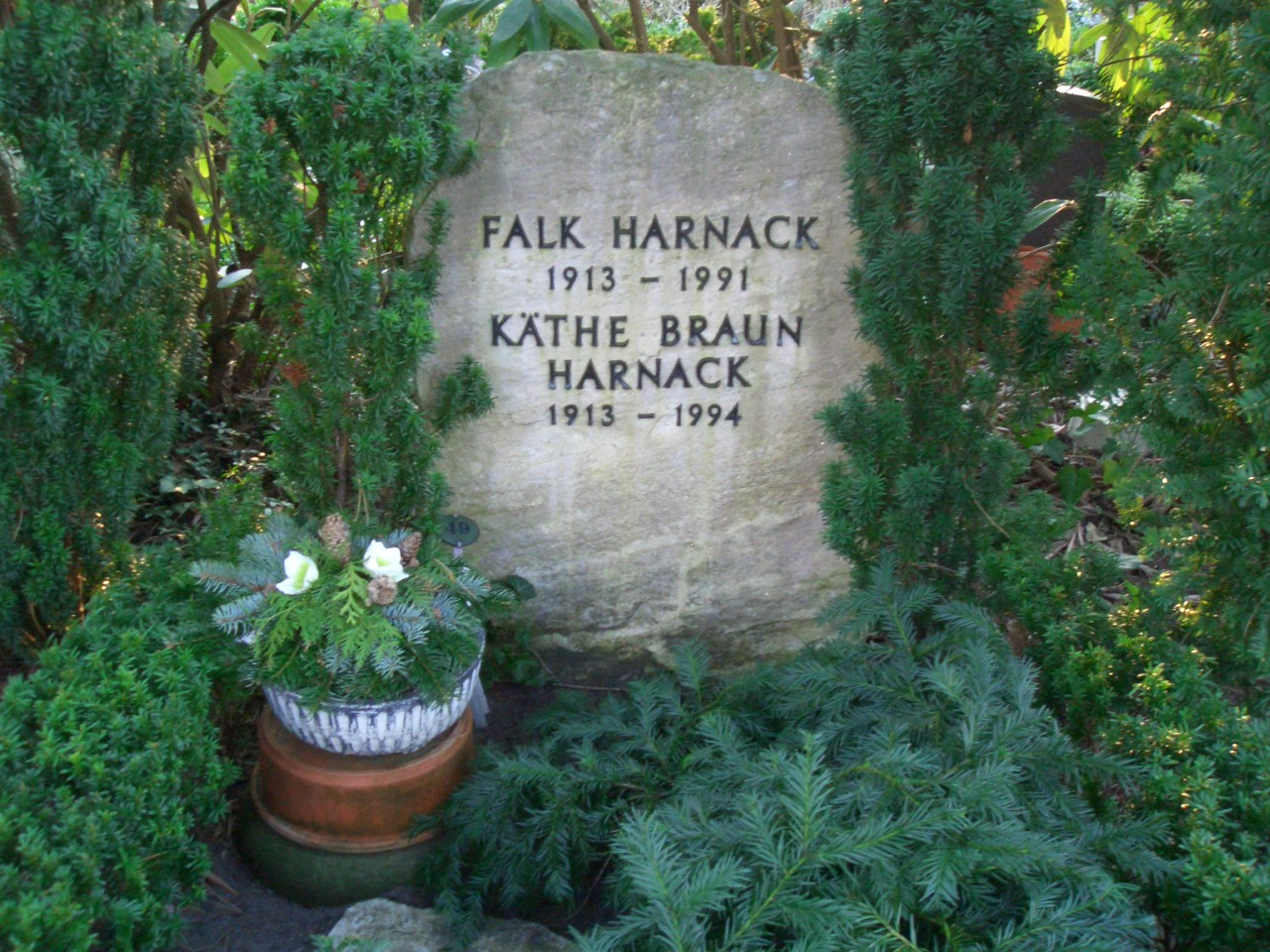
La tomba di Falk Harnack e della moglie Käthe Braun, attrice spesso interprete dei suoi film, nel cimitero di Friedhof Zehlendorf a Berlino.

Viene quindi assunto dalla Central Cinema Company Film di Artur Brauner per la quale nel 1955 dirige Operazione walkiria, film girato con stile semi-documentaristico che ripercorre il fallito attentato a Adolf Hitler del 20 luglio 1944. Il film è presentato in concorso alla 5ª edizione del Festival di Berlino ed è oggetto di una controversia a pochi giorni dall'inizio della manifestazione. Il direttore del festival Alfred Bauer viene informato che alla commissione di selezione è stata consegnata una copia incompiuta, non montata, sulla quale la commissione stessa non è riuscita ad esprimersi. In realtà, a quanto pare i dubbi della commissione sono influenzati dalla richiesta di bloccarne la distribuzione da parte della vedova di Friedrich Fromm, l'ufficiale ricordato per il tradimento dei cospiratori che avevano tentato di assassinare Hitler, secondo la quale Operazione walkiria sarebbe denigratorio nei confronti del marito. Il film entra comunque nel programma ufficiale del festival e l'anno successivo si aggiudica il Filmbänder in Silber ai Deutscher Filmpreis, come "film che promuove il pensiero democratico".
A partire dagli anni sessanta comincia a lavorare prevalentemente per la televisione, diventando il regista di punta della neonata stazione televisiva ZDF per la quale dirige numerosi film spesso tratti da opere letterarie. Tra questi Die Wölfe, da Le loups di Romain Rolland (1963), Die Ersten und die Letzten, da The First and the Last di John Galsworthy (1966) e Der Verfolger, dall'omonimo romanzo di Günther Weisenborn (1974).
Nel 1976 scrive e dirige il suo ultimo film, Erika, adattamento dell'omonima opera teatrale di Ursula Krechel.
Falk Harnack muore il 3 settembre 1991 dopo una lunga malattia. È sepolto nel cimitero di Friedhof Zehlendorf a Berlino.

## Filmografia
Regista
- Das Beil von Wandsbek (1951)
- Roman eines Frauenarztes (1954)
- Operazione walkiria (Der 20. Juli) (1955)
- Nacht der Entscheidung (1956)
- Anastasia l'ultima figlia dello zar (Anastasia - Die letzte Zarentochter) (1956)
- Wie ein Sturmwind (1957)
- Due volte non si muore (Unruhige Nacht) (1958)
- Medico senza coscienza (Arzt ohne Gewissen) (1959)
- Un medico accusato (Ein Frauenarzt klagt an) (1964)

Sceneggiatore
- Das Beil von Wandsbek (1951)
- Operazione walkiria (Der 20. Juli) (1955)

### Televisione
Regista
- Der Fall Pinedus (1959)
- Der Prozeß Mary Dugan (1960)
- Die Marquise von Arcis (1961)
- Jeder stirbt für sich allein (1962)
- Die Wölfe (1963)
- Manchmal spielt der Himmel mit (1964)
- Pamela (1964)
- Der Gärtner von Toulouse (1965)
- Und nicht mehr Jessica (1965)
- Die Ersten und die Letzten (1966)
- Weiß gibt auf (1966)
- Wer rettet unseren Ackerknecht? (1966)
- Die Marquise von Arcis (1967)
- Ein Schlaf Gefangener (1967)
- Kampf um Kautschuk (1967)
- Die schwarze Sonne (1968)
- Unwiederbringlich (1968)
- Ferdinand Graf von Zeppelin - Stunde der Entscheidung (1970)
- Peenemünde (1970)
- Das Ding an sich - und wie man es dreht (1971)
- Ein Fall für Herrn Schmidt (1971)
- Der Tote vom Pont Neuf (1973)
- Der Astronaut (1973)
- Silverson (1974)
- Der Verfolger (1974)
- Hier ruht George Dillon (1975)
- Erika (1976)

Sceneggiatore
- Der Fall Pinedus (1959)
- Der Prozeß Mary Dugan (1960)
- Die Marquise von Arcis (1961)
- Jeder stirbt für sich allein (1962) - Co-sceneggiatore con Robert A. Stemmle
- Pamela (1964)
- Der Gärtner von Toulouse (1965)
- Und nicht mehr Jessica (1965)
- Weiß gibt auf (1966)
- Wer rettet unseren Ackerknecht? (1966)
- Ein Schlaf Gefangener (1967)
- Kampf um Kautschuk (1967)
- Die schwarze Sonne (1968)
- Unwiederbringlich (1968)
- Das Ding an sich - und wie man es dreht (1971) - Co-sceneggiatore con Konrad Hansen
- Ein Fall für Herrn Schmidt (1971) - Co-sceneggiatore con Wolfdietrich Schnurre
- Der Verfolger (1974)
- Hier ruht George Dillon (1975)
- Erika (1976)

## Riconoscimenti
1983 – Deutscher Filmpreis
Premio d'onore per lo straordinario contributo al cinema tedesco